# Los Álamos
Los Álamos este un oraș și comună din provincia Arauco, regiunea Bío Bío, Chile, cu o populație de 19.494 locuitori (2012) și o suprafață de 599,1 km2.